# Medalla Keith

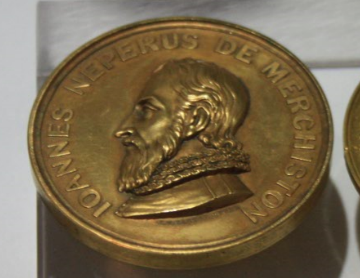
Medalla Keith de William Thomsonen el Museo Hunteriano, Glasgow

La Medalla Keith fue un premio otorgado por Real Sociedad de Edimburgo, de la Academia Nacional de Escocia, por un artículo científico publicado en alguna revista científica de la sociedad, dando preferencia a un documento que contenga un descubrimiento, ya sea en matemáticas o ciencias de la Tierra.
La Medalla se inició en 1827 como resultado de una donación de Alexander Keith of Dunnottar, el primer Tesorero de la Sociedad. Fue otorgada cada cuatro años, alternativamente para un artículo publicado en los Procedimientos (Matemáticas) o en las Transacciones (Ciencias de la Tierra y del Medio Ambiente). La medalla lleva un bajorrelieve con la efigie de John Napier de Merchiston.
La medalla ya no se otorga.

## Destinatarios de la Medalla Keith de Oro
Fuente (1827 a 1913): Procedimientos de la Royal Society of Edinburgh
Siglo XIX
- 1827-29: David Brewster,[2]  por su descubrimiento de dos nuevos fluidos inmiscibles en las cavidades de ciertos minerales
- 1829-31: David Brewster,[2]  por un nuevo análisis de luz solar
- 1831-33: Thomas Graham,[3][2]  sobre la Ley de la Difusión de Gases
- 1833-35: James David Forbes,[2]  sobre la refracción y la polarización del calor
- 1835-37: John Scott Russell,[4]  sobre hidrodinámica
- 1837-39: John Shaw,[5]  sobre el desarrollo y el crecimiento del salmón
- 1839-41:  No adjudicado[5]
- 1841-43: James David Forbes,[2]  sobre los glaciares
- 1843-45:  No adjudicado[5]
- 1845-47: Sir Thomas Brisbane,[5]  por las observaciones de Makerstoun sobre fenómenos magnéticos
- 1847-49:  No adjudicado[5]
- 1849-51: Philip Kelland,[4]  sobre Diferenciación general, incluida su Comunicación más reciente sobre un proceso del cálculo diferencial y su aplicación a la solución de ciertas ecuaciones diferenciales
- 1851-53: William John Macquorn Rankine,[4]  sobre la acción mecánica del calor
- 1853-55: Thomas Anderson,[2]  sobre los constituyentes cristalinos del opio y sobre los productos de la destilación destructiva de sustancias animales
- 1855-57: George Boole,[5]  sobre la aplicación de la teoría de probabilidades a cuestiones de la combinación de testimonios y sentencias
- 1857-59:  No otorgado[5]
- 1859-61: John Allan Broun, "sobre la fuerza horizontal del magnetismo de la Tierra, sobre la corrección del magnetómetro bifilar y sobre el magnetismo terrestre en general"
- 1861-63: William Thomson,[4]  sobre algunos teoremas cinemáticos y dinámicos
- 1863-65: James David Forbes,[2]  por una investigación experimental sobre las leyes de conducción de calor en barras de hierro
- 1865-67: Charles Piazzi Smyth,[4]  sobre medidas recientes en la Gran Pirámide
- 1867-69: Peter Guthrie Tait,[4]  sobre la rotación de un cuerpo rígido sobre un punto fijo
- 1869-71: James Clerk Maxwell,[4]  sobre Figuras, Marcos y Diagramas de Fuerzas
- 1871-73: Peter Guthrie Tait,[4]  primera aproximación a un diagrama termoeléctrico
- 1873-75: Alexander Crum Brown,[2] "sobre el sentido de la rotación y en las relaciones anatómicas de los canales semicirculares del oído interno"
- 1875-77: Matthew Forster Heddle,[2]  sobre los carbonates romboédricos  y  los espatos de Escocia
- 1877-79: Fleeming Jenkin,[2]  sobre la aplicación de métodos gráficos para la determinación de la eficiencia de la maquinaria
- 1879-81: George Chrystal,[2]  sobre el teléfono diferencial
- 1881-83: Sir Thomas Muir,[4] "Investigaciones sobre la teoría de los determinantes y las fracciones continuas"
- 1883-85: John Aitken,[6]  sobre la formación de pequeños espacios despejados en el aire polvoriento
- 1885-87: John Young Buchanan,[2] "para una serie de comunicaciones, que abarcan varios años, sobre temas relacionados con la circulación oceánica, la compresibilidad del vidrio, etc."
- 1887-89: Edmund Albert Letts,[4]  por sus trabajos sobre los compuestos orgánicos de fósforo
- 1889-91: Robert Traill Omond,[4]  por sus contribuciones a la Ciencia Meteorológica
- 1891-93: Sir Thomas Richard Fraser,[2]  por sus artículos sobre Strophanthus hispidus, Strophanthin y Strophanthidin
- 1893-95: Cargill Gilston Knott,[4]  por sus artículos sobre las tensiones producidas por el magnetismo en hierro y en níquel
- 1895-97: Sir Thomas Muir,[4]  por sus continuas comunicaciones sobre Determinantes y Preguntas relacionadas
- 1897-99: James Burgess,[7][2]  sobre Integrales Definidas ...

Siglos XX/XXI
- 1899-1901: Hugh Marshall,[4]  por su descubrimiento de los persulfatos, y por sus comunicaciones sobre las propiedades y reacciones de estas sales
- 1901-03: Sir William Turner,[4]  por su contribución a la craneología del pueblo de Escocia  y  contribuciones a la craneología del pueblo del Imperio de la India
- 1903-05: Thomas Hastie Bryce,[2]  por sus dos trabajos sobre la histología de la sangre de la larva de Lepidosiren paradoxa
- 1905-07: Alexander Bruce,[4]  sobre la distribución de las células en el tramo intermedio-lateral de la médula espinal
- 1907-09: Wheelton Hind,  sobre la fauna de lamelibranquios y gasterópodos encontrada en Millstone Grit, Escocia
- 1909-11: Alexander Smith,[4] "por sus investigaciones sobre el azufre y sobre la presión de vapor"
- 1911-13: James Russell,[4]  por su serie de investigaciones relacionadas con los fenómenos magnéticos en los metales y la teoría molecular del magnetismo
- 1913-15: James Hartley Ashworth[2]
- 1915-17: Robert Cockburn Mossmann[4]
- 1917-19: John Stephenson[4]
- 1919-21: Ralph Allan Sampson[4]
- 1921-23: John Walter Gregory[2]
- 1923-25: Herbert Westren Turnbull[4]
- 1925-27: ¿Robert Meldrum Craig[2] conjuntamente con?
- 1927-29: Christina Miller[4]
- 1929-31: Alan William Greenwood[2]
- 1931-33: Arthur Crichton Mitchell,[4]  por su trabajo en geomagnetismo
- 1933-35: Lancelot Hogben[2]
- 1935-37: Harold Stanley Ruse[4]
- 1937-39: Francis Albert Eley Crew[2]
- 1939-41: Sir William Hunter McCrea[4] conjuntamente con Edward Copson[2][8][9]
- 1941-43: James Ritchie[4]
- 1943-45: William Leonard Edge[2]
- 1945-47: Charlotte Auerbach[2]
- 1947-49: Arthur Geoffrey Walker[4]
- 1949-51: Alastair Graham[10]
- 1951-53: Daniel Edwin Rutherford[4]
- 1953-55: Alexander David Peacock[4]
- 1955-57: Ivor Malcolm Haddon Etherington[2]
- 1957-59: John Barclay Tait[4]
- 1959-61:
- 1961-63: Robert Alexander Rankin[4]
- 1963-65: Reinhold Henry Furth[2]
- 1965-67: Alexander John Haddow[2]
- 1967-69: Henry Jack[2]
- 1969-71: Charles Dewar Waterston[11]
- 1971-73: Douglas Samuel Jones[12]
- 1973-75: Kenneth Lyon Blaxter[2]
- 1975-77: Michael Stephen Patrick Eastham[13]
- 1977-79: Brian John Bluck[11]
- 1979-81: John Mackintosh Howie
- 1981-83: John Heslop Harrison[2]
- 1983-85: John Bryce McLeod[11][14]
- 1985-87:
- 1987-89: John Macleod Ball[11]
- 1989-91:
- 1991-93:
- 1993-95: Euan Clarkson (78.º premio)[11]
- 1995-97: "Sin premio"
- 1997-99: Vladimír Šverák (79.º premio)
- 1999-2001:
- 2001-03: "Sin premio"
- 2005-07: "Sin premio"
- 2007: Antonio DeSimone, Stefan Müller, Robert Kohn, Felix Otto
- Medalla no otorgada